# ヘーチマンの政変
ヘーチマンの政変（ヘーチマンのせいへん；ウクライナ語: Гетьманський переворот ヘーチマンスィクィイ・ペレヴォロート）は、1918年4月29日にウクライナ・キーウで発生した右派による政変である。これによりそれまでのウクライナ中央ラーダ政府が倒され、軍人パウロー・スコロパードシクィイを首班とするヘーチマン政府（ウクライナ国）が成立した。

## 4月の暑い夜
1918年4月29日、キエフ・サーカス劇場では農民大会が開催されていた。そこには、ウクライナ8つの地方から6千人の代議員が集まっていた。パウロー・スコロパードシクィイは自宅に残り、使者を通じて大会の流れを探っていた。最後の使者たちを通じて彼は、中央ラーダの政策に対する批判が絶頂に達したことを知った。まさに、事を起こすのに最高の瞬間であった。スコロパードシクィイは車で会場へ乗りつけ、サーカス劇場の脇の桟敷を占めた。演説のひとつが終わると、スコロパードシクィイをヘーチマンとする宣言が会場に響いた。出席者は立ち上がり、困難な時期にあって国家運営の大役を任された者として彼を歓迎する声を上げた。
その後、大会参加者は厳かな祈祷のためにソフィア広場へ移動し、ソフィア大聖堂で新政権がニコジム大主教から祝福を受けた。
4月29日から翌30日に至る深夜、ヘーチマンの支持者は軍大臣や内務大臣の庁舎、ならびに国家銀行を占拠した。

## 政変の評価
4月の国家政変に対する後世の評価は定まっていない。最も極端な者は確実にヴォロディームィル・ヴィンヌィチェーンコで、彼はクーデターは「官僚や厚かましい将校の賄賂を惜しんだ瘠せた地主やむしりとられた企業家」によって行われたと述べている。P・フルィスチューク、L・シャンコーウシクィイ、V・イヴァヌィムがそれに続く。
一方で、D・ドロシェーンコ、V・ルィプィーンシクィイ、ナターリヤ・ポローンシカ＝ヴァスィレーンコといった歴史学者は、ヘーチマン政府を支持している。